# Ричленд (округ, Монтана)
Округ Ричленд (англ. Richland County) располагается в штате Монтана, США. Официально образован в 1914 году. По состоянию на 2013 год, численность населения составляла 11 214 человека.

## География
По данным Бюро переписи США, общая площадь округа равняется 5 446,775 км2, из которых 5 397,565 км2 суша и 19,000 км2 или 0,900 % это водоёмы.

## Население
По данным переписи населения 2000 года в округе проживает 9 667 жителей в составе 3 878 домашних хозяйств и 2 652 семей. Плотность населения составляет 2,00 человека на км2. На территории округа насчитывается 4 557 жилых строений, при плотности застройки около 1,00-го строения на км2. Расовый состав населения: белые — 96,57 %, афроамериканцы — 0,09 %, коренные американцы (индейцы) — 1,46 %, азиаты — 0,18 %, гавайцы — 0,01 %, представители других рас — 0,85 %, представители двух или более рас — 0,85 %. Испаноязычные составляли 2,16 % населения независимо от расы.
В составе 33,60 % из общего числа домашних хозяйств проживают дети в возрасте до 18 лет, 57,30 % домашних хозяйств представляют собой супружеские пары проживающие вместе, 7,40 % домашних хозяйств представляют собой одиноких женщин без супруга, 31,60 % домашних хозяйств не имеют отношения к семьям, 28,80 % домашних хозяйств состоят из одного человека, 12,90 % домашних хозяйств состоят из престарелых (65 лет и старше), проживающих в одиночестве. Средний размер домашнего хозяйства составляет 2,46 человека, и средний размер семьи 3,04 человека.
Возрастной состав округа: 27,50 % моложе 18 лет, 6,40 % от 18 до 24, 26,80 % от 25 до 44, 23,80 % от 45 до 64 и 23,80 % от 65 и старше. Средний возраст жителя округа 39 лет. На каждые 100 женщин приходится 98,70 мужчин. На каждые 100 женщин старше 18 лет приходится 94,90 мужчин.
Средний доход на домохозяйство в округе составлял 32 110 USD, на семью — 39 348 USD. Среднестатистический заработок мужчины был 29 069 USD против 19 203 USD для женщины. Доход на душу населения составлял 16 006 USD. Около 8,10 % семей и 12,20 % общего населения находились ниже черты бедности, в том числе — 13,90 % молодежи (тех, кому ещё не исполнилось 18 лет) и 9,00 % тех, кому было уже больше 65 лет.